# Minucia brunneogrisea
Minucia brunneogrisea là một loài bướm đêm trong họ Erebidae.